# Friedrich Krupp AG

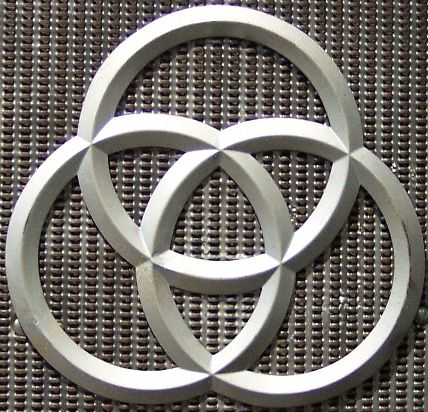
Символ німецької важкої промисловості: три безшовних залізничних колеса Eisenbahn-Radreifen Крупп

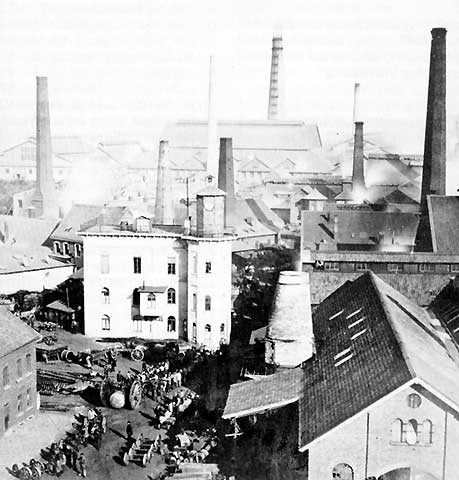
Діяльність Крупп в Ессені, 1864

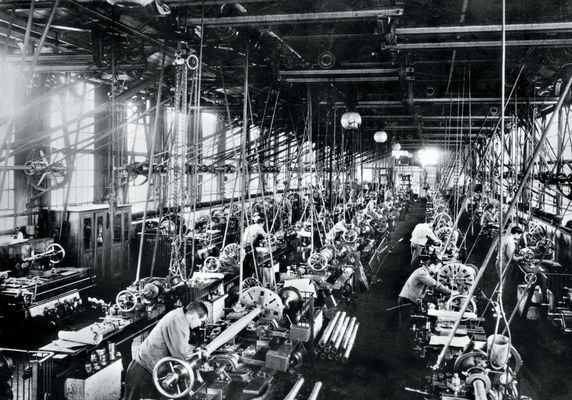
Токарні верстати в «Krupp AG» в 1900 році

Friedrich Krupp AG — німецька компанія важкої промисловості, заснована в Ессені на початку 20 століття на чолі з Густавом Гартманом. Компанія була створена на основі сімейного бізнесу родини Крупп.
Внаслідок придбання контрольного пакету акцій компанією Hoesch AG у 1992 році було створено Friedrich Krupp AG Hoesch-Krupp, з 1997 року — ThyssenKrupp AG.

## Історія
Історично сімейний бізнес Крупп був відомий як гірничодобувне підприємство в Рурській області та виробництво зброї на Європейському ринку. Так, під час Другої світової війни зразки зброї, виготовлені компанією Крупп, були в обох ворогуючих таборах. За різних німецьких режимів компанія пройшла шлях від невеликого підприємства до однієї з найбільших у країні, головним чином завдяки розвитку залізниць, морських і промислових машин. Завод Крупп виробляв більшість зброї в німецькій імперії між 1860 і 1945 роками.

### Походження компанії

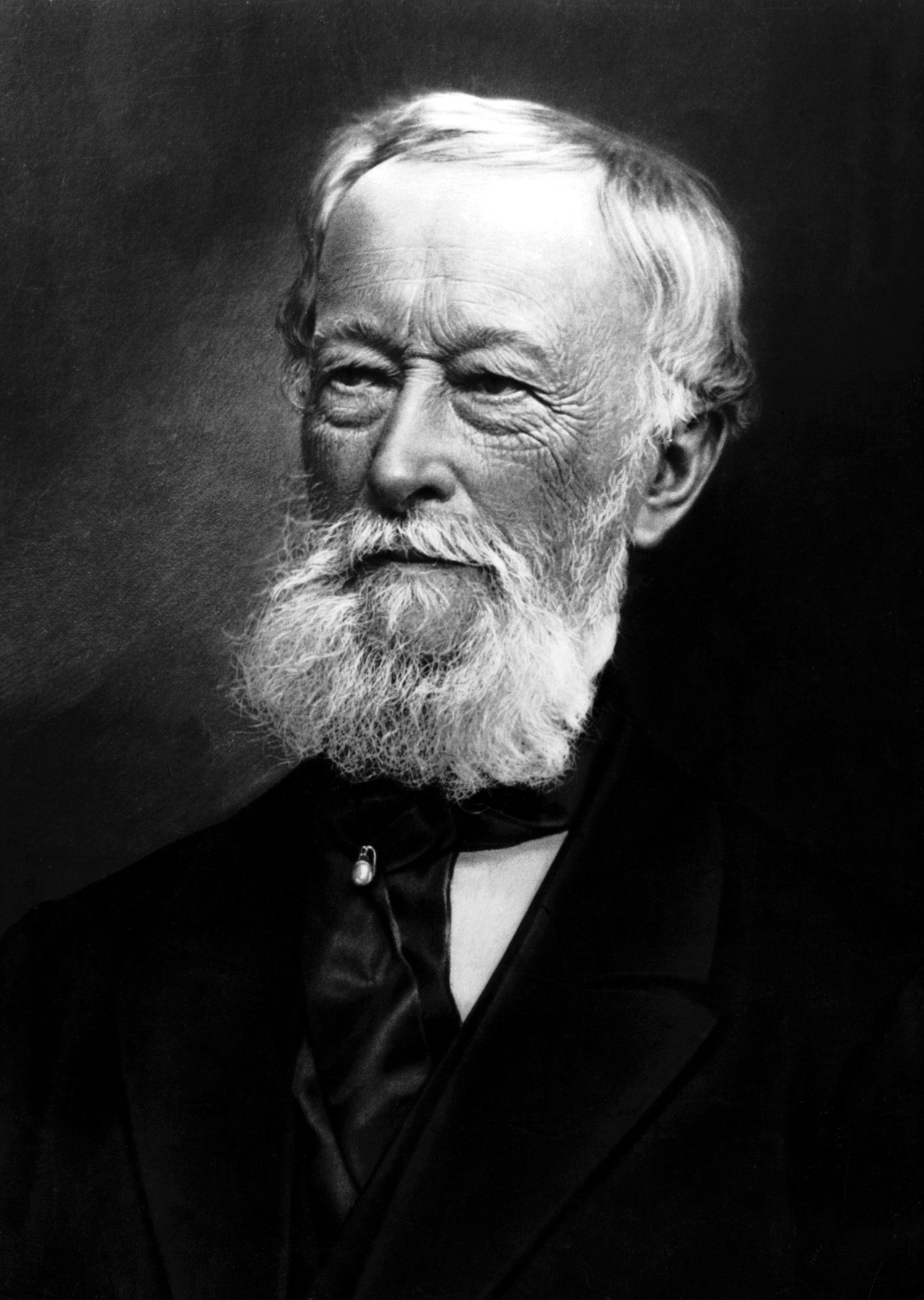
Альфред Крупп

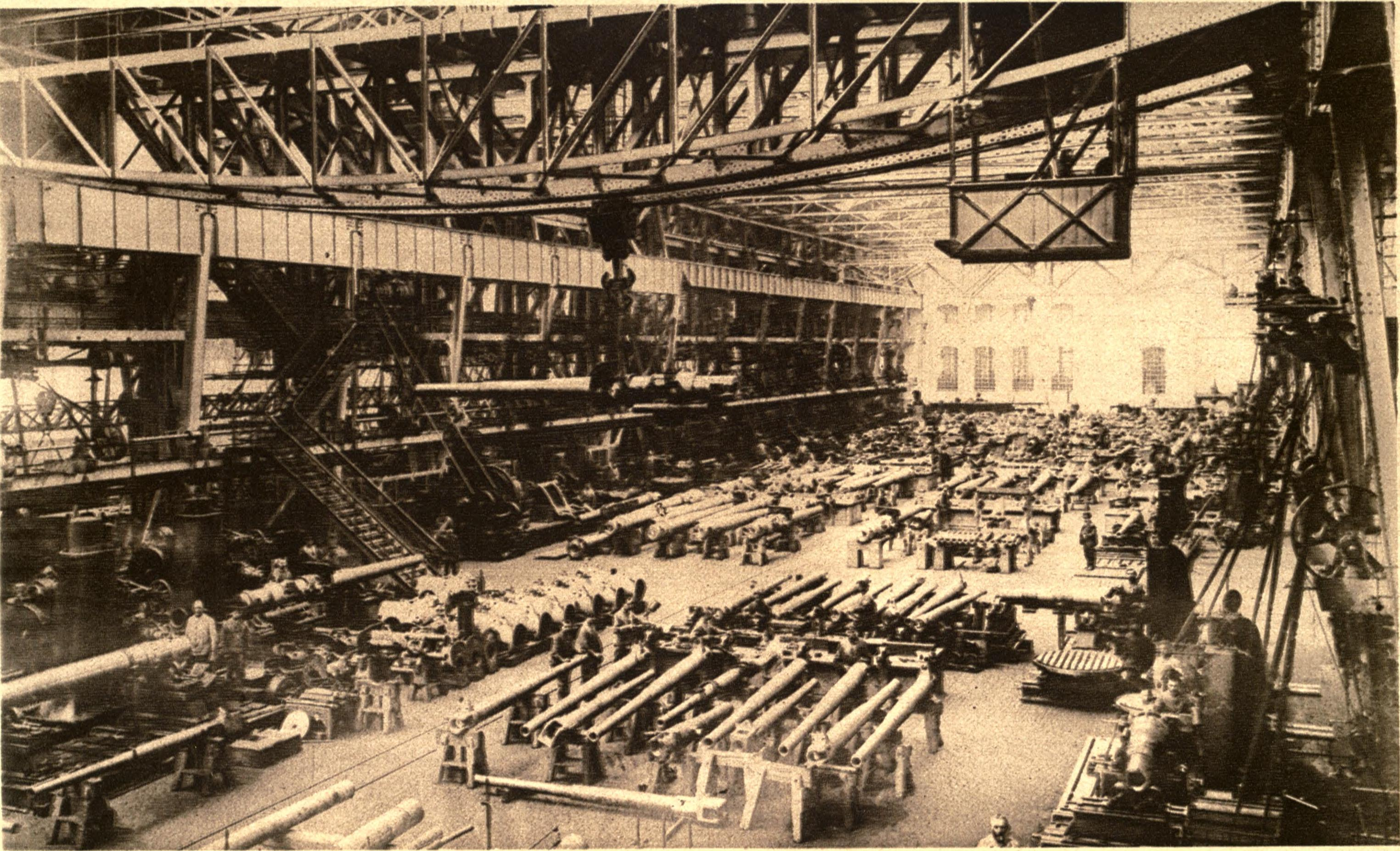
Виробництво гармат у Ессені, 1915

Фрідріх Крупп заснував «Friedrich Krupp» у листопаді 1811 року, розпочавши виробництво сталевих виливків відповідно до британської технології. Було погане технічне оснащення виробництва, тому сталь виходила дуже поганої якості. Фрідріх Крупп мав великі плани, але його інвестиційна політика призвела до значної кредиторської заборгованості і на момент його смерті в 1826 році майбутнє компанії було більш ніж незручним. Вдова Тереза (1790—1850) та її син Альфред Крупп (1812—1887) взяли на себе керівництво компанією, і в свої 14 років Альфред зміг відродити компанію.
У 1847 році Альфред Крупп ініціював виробництво коліс для потреб залізниці. Надалі було вкладено великі інвестиції в розвиток залізничних технологій. 1875 року Альфред розробив логотип своєї компанії — три залізничні колеса. Діяльність у залізничній галузі принесло компанії значний прибуток і зумовило виробництво зброї та військової техніки — основна частина промислових досягнень компанії.
Так, з 1859 року налагоджується виробництво зброї (для потреб Пруссії). Компанія впроваджує нові технології, такі як Бесемерівський процес (введений у 1862 році), що сприяє швидкому розвитку компанії. Користуючись своїм багатством, у 1864 році Альфред Крупп почав інтенсивно скуповувати в Рурській області шахти залізної руди та вугілля.
Коли Пруссія об'єднала німецькі держави в Німецьку імперію 1871 року, компанія Крупп стала постачальником устаткування для нової імперії, яка інвестувала значні кошти в армію. Крупп у виробництві зброї став відомим за розроблену ним гармату, її було показано на виставках по всьому світу. Інша важлива частина військового виробництва була замовленням ВМФ. Крупп паралельно розширив діяльність компанії: почав займатися пароплавством для експорту в Роттердам.
Альфред Крупп дбав про соціальне забезпечення своїх робітників. Ще із 1836 року він створив фонд для надання допомоги робітникам на випадок нещасних випадків і смерті. З 1850-х років компанія спрямовувала зусилля  на соціальні об'єкти в місті Ессен, де демографічний вибух спричинив соціальні проблеми. Крупп розумів, що новий соціал-демократичний рух може призвести до страйків. Це стало однією з найсерйозніших причин для створення лікарень, будинків для людей похилого віку та багато іншого. Працівники «Friedrich Krupp» жили у світі, створеному Круппом — пекарні, магазини і квартири, що належали йому.
У 1887 році в компанії було зайнято — 45 000 осіб. Фрідріх Крупп (1854—1902), єдиний син Альфреда, став його наступником; він продовжив розвиток сімейного підприємства, придбав інші компанії, такі як верфі в Кілі (1896—1902). Фрідріх, як глава компанії, проявив себе тим, що вже в 1902 році в компанії працювало 70 000 чоловік. Фрідріх виступав за контроль за військовою технікою.

### Перша половина ХХ століття

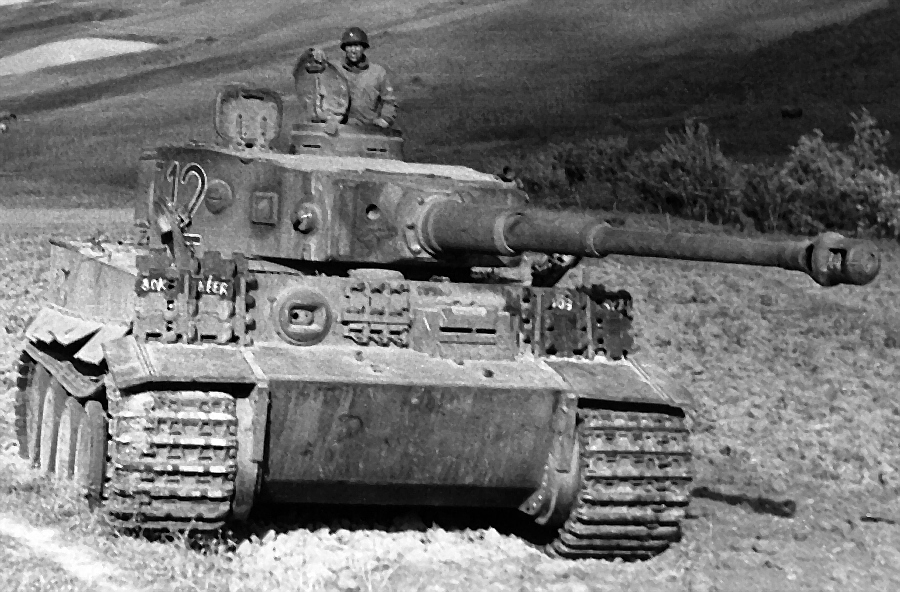
Танк Тигр, деякі вузли виготовлені фірмою Крупп

Фрідріх Альфред Крупп у 1902 році помер без спадкоємця чоловічої статі.
Його дочка Берта Крупп та її чоловік Густав Крупп фон Болен унд Хальбах (1870—1950) продовжили роботу сім'ї. Оскільки Фрідріх у своєму заповіті просив трансформувати бізнес у відкрите акціонерне товариство (нім. Aktien Gesellschaft, AG), то було засновано «Friedrich Krupp AG», чия родина зберегла контрольний пакет акцій.
У 1912 році розвивається виробництво нержавіючої сталі. Компанія збагачується під час Першої світової війни, стає провідним підприємством військово-промислового комплексу Німеччини.
У жовтні 1916 році в компанії працювало 82 000 робітників, 9 сталеварних мануфактур, 181 парових молотів і 7 160 основних двигунів.
У 1919 році розпочалося виробництво 5-тонних вантажівок з бензиновим двигуном та ланцюговою трансмісією. З 1925 року компанія виробляє 1,5, 2 і 5-тонні трактори. Введено у виробництво триколісні підмітальні машини для громадських робіт.
У 1930 році з'явилися перші зразки моделей шасі версій 4x2 і 6x4. У 1932 році компанія побудувала для «Юнкерів» (нім. «Junkers») двотактні опозитні дизельні двигуни.
З приходом до влади Гітлера Круппи підтримали нацистів, що забезпечило компанії великі замовлення від держави. У 1939 році на виробництві зайнято вже 190 000 людей.
1942 року Густав за станом здоров'я відійшов від керування компанією, її очолив його син — Альфред Крупп фон Болен унд Хальбах (1907—1967) — член СС з 1931 року. Через це по закінченню війни було ініційовано судовий процес Крупп.

### Після Другої світової війни

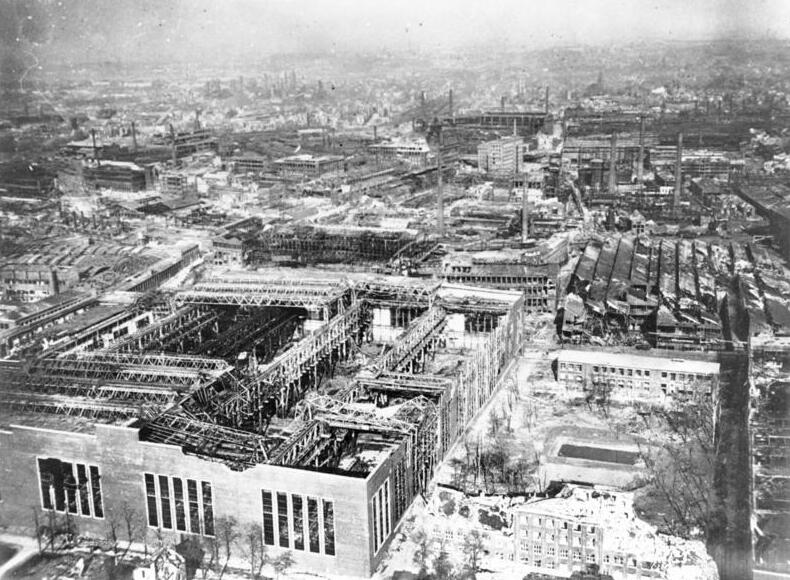
Аерофотозйомка: знищений Крупп-завод в Ессені, 1945

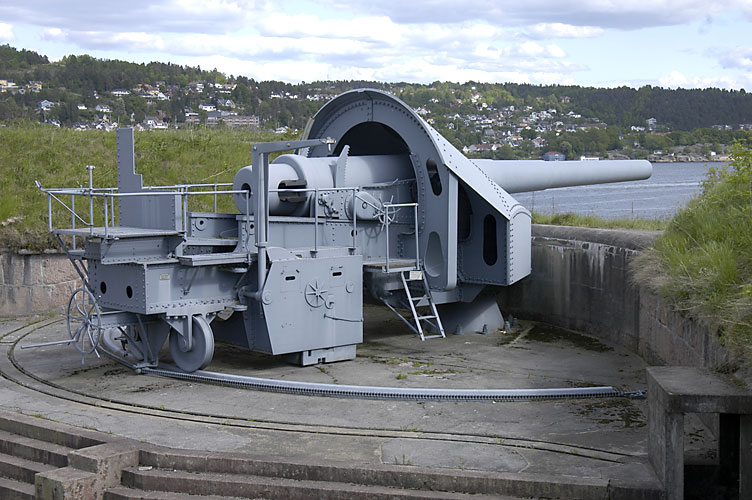
Аарон, 280-мм Крупп-гармата на Осло-фіорд біля Осло

З 1944 по 1950 рік виробництво вантажних автомобілів було тимчасово перенесено в м.Кульмбах, оскільки заводи були знищені внаслідок бомбардувань під час Другої світової війни. На цей перехідний період компанія Крупп прийняла назву «Sudwerke». Альфреда Круппа заарештували, судили, нарешті в 1951 році виправдали.
У 1951 році була запущена нова гама автомобілів: Циклоп, Гігант, Бюффель (5,5 т) і 8-тонний Титан. У 1960 році на вантажівки від Круппа встановлено двотактні дизельні двигуни водяного охолодження із 3, 4, 5 і 7 циліндрами потужністю від 132 до 310 кінських сил, було запроваджено нову серію: 701, 801, 901, 1001 і 1051.
Компанія максимально скористалася німецьким економічним дивом і стала величезним підприємством (від 12 700 робітників у 1951 році до 107 000 у 1960 році). 1963 року фірма запропонувала дизельні двигуни Cummins, вантажівки під назвами 760 4x4, 360 6x6 і 1060 з моделями серії MK АМК 4x4 і 4x2 для корисного навантаження 18, 23, 30 і 43 тонни, з причепом. У 1967 році «Friedrich Krupp AG» представила мобільний кран «Mobilkran 14 GG» потужністю 16 тонн і 30 метрів у висоту, а також нові 4x4 тягачі з двигуном V8 до 265 кінських сил.
Економічний спад 1966—1967 року зумовив втрату контролю сім'ї над компанією. У 1968 році Крупп віддала дистриб'ютерські мережі і виробництво вантажівок компанії Mercedes-Benz. Після смерті Альфреда його син, Арндт (1938—1986), відмовився від спадщини і «Friedrich Krupp AG» стає «Friedrich Krupp GmbH». У 1972 році фірма брала участь у будівництві інфраструктури Олімпійських ігор у Мюнхені — поставляла сталь. У 1976 році шах Ірану купує 25 % акцій. Вугільні шахти продані в процесі реструктуризації компанії. Hoesch AG купило компанію в 1992 році — створено «Friedrich Krupp AG Hoesch-Krupp». Нарешті в 1997 році компанія злилася зі своїм давнім суперником «Thyssen AG» у формі «ThyssenKrupp AG».

## Цікаві факти
Сім'я промисловців у фільмі Лукіно Вісконті «Загибель богів» є натяком на Круппів.